# Nunda (New York)
Nunda è un comune degli Stati Uniti d'America, situato nello stato di New York, nella contea di Livingston.